# Marianne Jelved
Marianne Bruus Jelved (født 5. september 1943 i Charlottenlund) er en dansk politiker, der var medlem af Folketinget fra 1987 til 2022 og politisk leder for Radikale Venstre fra 1990 til 2007. Hun har været minister adskillige gange, senest som kulturminister 2012-2014 og kultur- og kirkeminister 2014-2015.

## Baggrund
Jelved blev født 5. september 1943 som datter af arkitekt Sigurd Hirsbro og Else Hirsbro. Hun gik i skole på Maglegårdsskolen i Charlottenlund fra 1950-1960, og tog studentereksamen fra Statens Studenterkursus på Frederiksberg i 1964. 
Jelved bor i Lyngby.

### Uddannelse og ansættelse som lærer
Jelved blev uddannet som folkeskolelærer fra Hellerup Seminarium i 1967. Denne uddannelse supplerede hun med en kandidatgrad i dansk (cand.pæd.) fra Danmarks Lærerhøjskole i 1979.
Marianne Jelved arbejdede som lærer ved Ny Østensgård Skole i Valby 1967-1975, ved Jyllinge Skole i Gundsø fra 1975 og endelig som timelærer ved Danmarks Lærerhøjskole 1979-1987.

## Politisk karriere
Det politiske engagement begyndte, da hun i 1975 blev medlem af bestyrelsen i Dansklærerforeningens folkeskolefraktion. Hun var desuden formand for den fra 1981 til 1987. I 1976 blev Marianne Jelved lærerrådsformand ved Jyllinge Skole, en post hun bestred til 1979. Fra 1978-1980 var hun fælleslærerrådsformand i Gundsø Kommune. I 1982 blev hun valgt til kommunalbestyrelsen i Gundsø og fungerede 1982-1985 som viceborgmester. Fra 1982 til 1990 var hun desuden bestyrelsesmedlem i Det Radikale Venstre i Roskildekredsen, lige som hun fik sæde i partiets forretningsudvalg og det kommunalpolitiske udvalg, som hun var formand for 1986-1987. Fra 1984 til 1990 var hun medlem af Kommunernes Landsforenings kontaktråd.
Marianne Jelved blev valgt til Folketinget 8. september 1987 i Roskildekredsen, men har siden valget 12. december 1990 repræsenteret Hjørringkredsen. I den socialdemokratisk ledede regering var Jelved økonomiminister fra 25. januar 1993 og fra 27. september 1994 også minister for nordisk samarbejde.
Under hendes minstertid blev det første gang at den økonomiske oversigt gav en analyse af indvandringens betydning for samfundsøkonomien.
Man fandt da at indvandrere fra EU-lande og andre industrialiserede lande bidrog netto med en milliard kroner i 1995, mens indvandrere og flygtninge fra såkaldte tredjelande belastede det offentlige med 11,3 milliarder kroner. Jelved udtalte i den forbindelse:
| „ | Ja, vi har plads til flere flygtninge og indvandrere. Det er jo ikke en dårlig forretning, hvis man griber det rigtigt an. Netto kan de blive en økonomisk fordel for det danske samfund. | “ |

Ministerperioden ophørte 27. november 2001, da Anders Fogh Rasmussen vandt valget og dannede sin VK-regering. Herefter var hun sit partis politiske ordfører, og fra 2006 var hun de radikales statsministerkandidat til lederskiftet i 2007.
Den 15. juni 2007 stoppede Marianne Jelved som politisk leder af Det Radikale Venstre. Det skete efter en periode med svigtende tilslutning til partiet i første omgang efter det såkaldte "radikales frihedsbrev", hvor partiet ikke ville støtte en regering ledet af andre end Jelved, og tilslutningen dalede yderligere da Naser Khader og Anders Samuelsen brød ud af partiet for at danne Ny Alliance. Marianne Jelved havde, da hun stoppede, været leder af Det Radikale Venstre i 17 år..
I 2003 blev Jelved som den første kåret til årets politiker af Landsforeningen for Bøsser og Lesbiske, fordi hun som den eneste partileder havde talt de homoseksuelles sag. Det Radikale Venstre var det første parti, som satte homoseksuelles adgang til adoption og kunstig befrugtning på den politiske dagsorden.
I 2009 tiltrådte Jelved formandsposten hos Ligeværd, et udviklingsnetværk og talerør for borgere med særlige behov.
Den 6. december 2012 tiltrådte Marianne Jelved som ny kulturminister, efter at Uffe Elbæk trådte tilbage på baggrund af miseren med AFUK.
I februar 2021 annoncerede hun at hun ikke ville genopstille til næste valg.

## Udgivelser
Marianne Jelved har forfattet selvbiografien Alt har sin pris (1999), derudover fx Danskbogen 3 (1988). Hun var desuden redaktør på Meddelelser fra Dansklærerforeningen 1975-1982 og af Det er dansk: Læseplan og hverdag (1984). 
I 2005 udgav journalisten Erik Holstein bogen Jelved – en politisk biografi, og i 2006 udgav Bjarke Larsen bogen Jelveds Danmark.
| Efterfulgte: Margrethe Vestager      | Formand for Det Radikale Venstres folketingsgruppe 3. oktober 2011 – 6. december 2012 | Efterfulgtes af: Sofie Carsten Nielsen |
| Efterfulgte: Thor Pedersen           | Økonomiminister 25. januar 1993 – 27. november 2001                                   | Efterfulgtes af: Bendt Bendtsen        |
| Efterfulgte: Flemming Kofod-Svendsen | Minister for nordisk samarbejde 27. september 1994 – 27. november 2001                | Efterfulgtes af: Bendt Bendtsen        |
| Efterfulgte: Uffe Elbæk              | Kulturminister 6. december 2012 – 28. juni 2015                                       | Efterfulgtes af: Bertel Haarder        |
| Efterfulgte: Manu Sareen             | Kirkeminister 3. februar 2014 – 28. juni 2015                                         | Efterfulgtes af: Bertel Haarder        |

I 2025 udgav Marianne Jelved og Simon Emil Ammitzbøll-Bille bogen Jelved – Som det var. 